# Pterocallis pseudoalni
Pterocallis pseudoalni är en insektsart som först beskrevs av Takahashi, R. 1921.  Pterocallis pseudoalni ingår i släktet Pterocallis och familjen långrörsbladlöss. Inga underarter finns listade i Catalogue of Life.